# 체리 A5
체리 A5(영어: Chery A5)는 체리 자동차에서 2006년부터 2010년까지 생산했던 소형 승용차이다.

## 사양
이 차는 1.6리터 엔진, 1.8리터 엔진 또는 2.0리터 엔진의 세 가지 엔진 옵션으로 제공된다.체리 A5ISG 또는 A5BSG라는 하이브리드 모델도 같이 생산되고 있으며중국에서 설계한 최초의 양산형 하이브리드 차량으로 꼽힌다.

### 파워트레인
모든 엔진은 오스트리아의 AVL 엔지니어링 회사와 협력하여 설계된 ACTECO 엔진이다.
- 1.6 L (1,597 cc) 최고출력: 87.5 kW (119.0 PS; 117.3 hp), 최대토크: 147 N·m (108 lb·ft), 최고 속도: 180 km/h, 90km/h에서 연료 소비량: 6.6 l/100 km (43 mpg-imp; 36 mpg-US)
- 1.8 L (1,845 cc) 최고출력: 97 kW (132 PS; 130 hp), 최대토크: 170 N·m (130 lb·ft), 최고 속도: 185km/h, 90km/h에서 연료 소비량: 6.8 l/100 km (42 mpg-imp; 35 mpg-US)
- 2.0 L (1,971 cc) 최고출력: 102 kW (139 PS; 137 hp), 최대토크: 182 N·m (134 lb·ft), 수동변속기 사양의 최고 속도: 230km/h, 자동변속기 사양의 최고 속도: 180km/h, 90km/h에서 연료 소비량: 7.2 l/100 km (39 mpg-imp; 33 mpg-US)

### 갤러리

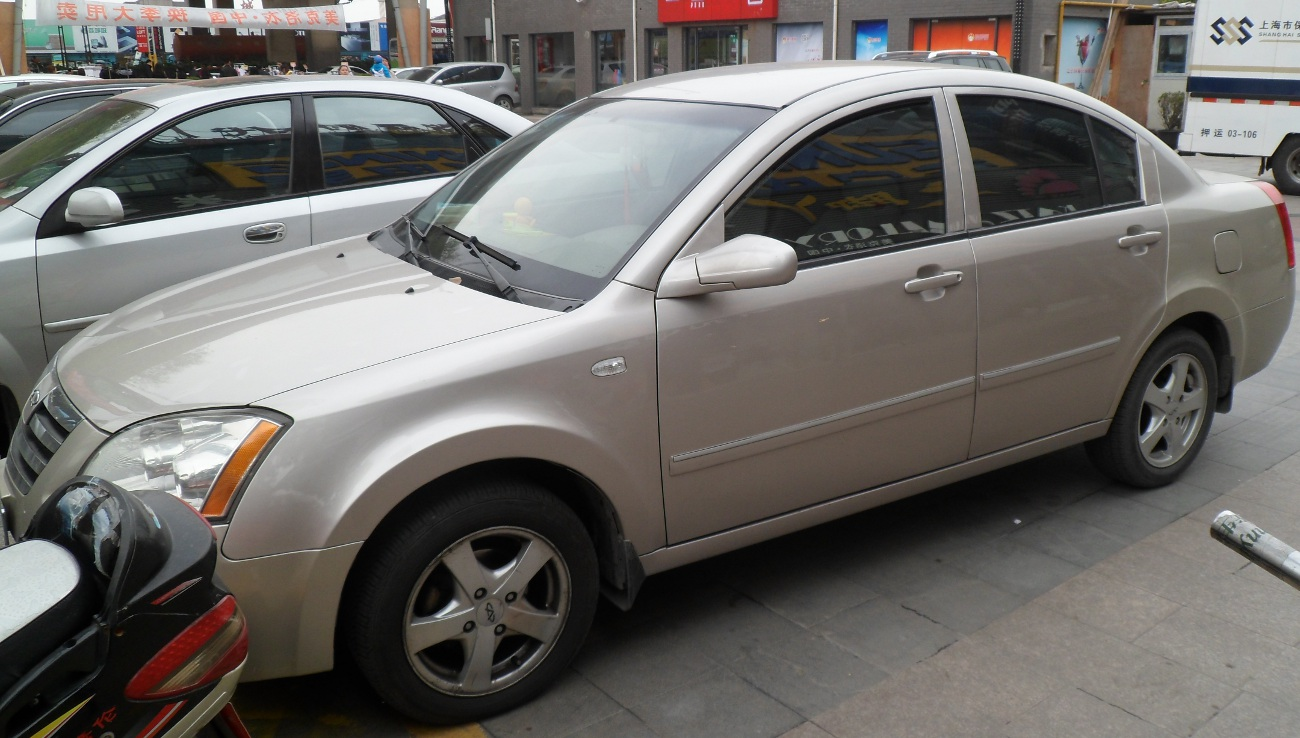
중국에 있는 체리 A5
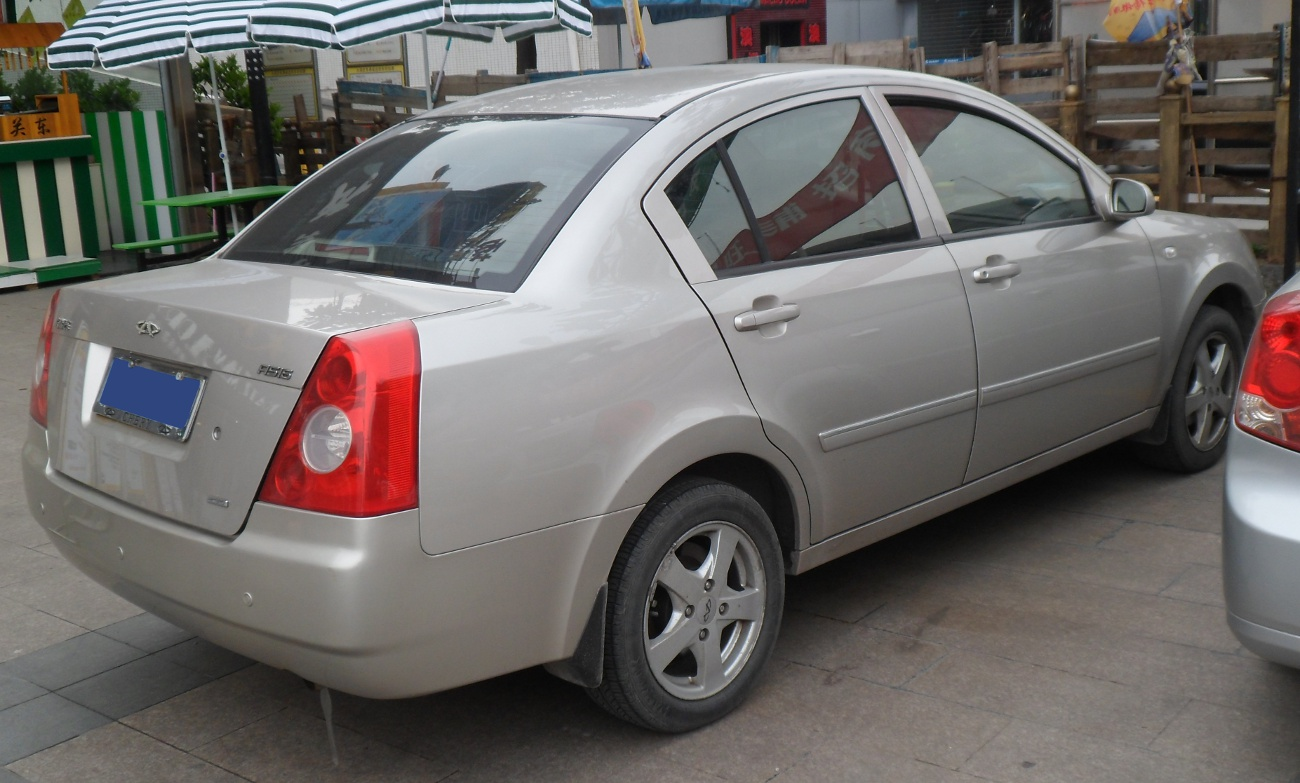
중국에 있는 체리 A5의 후면
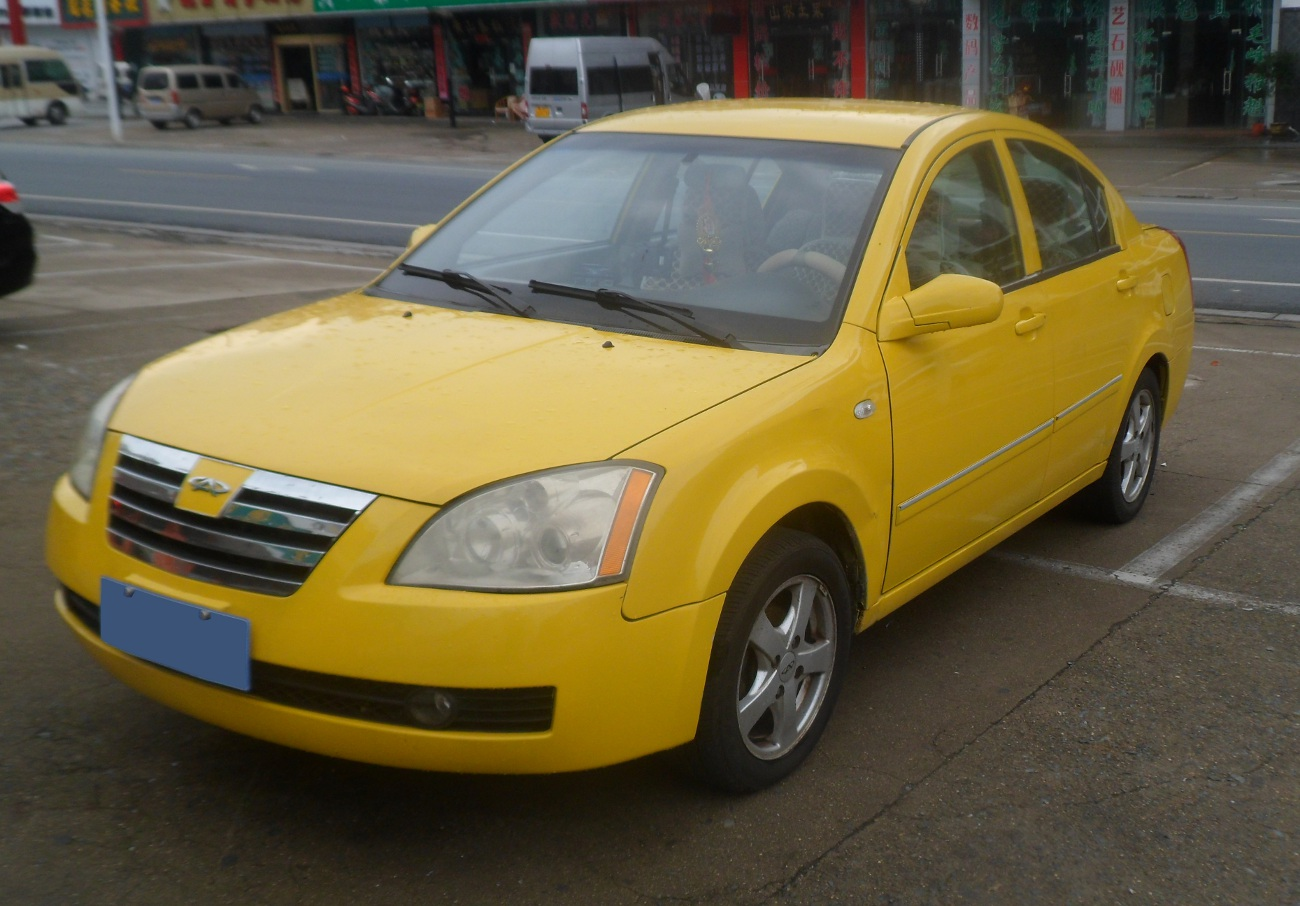
노란색 체리 A5
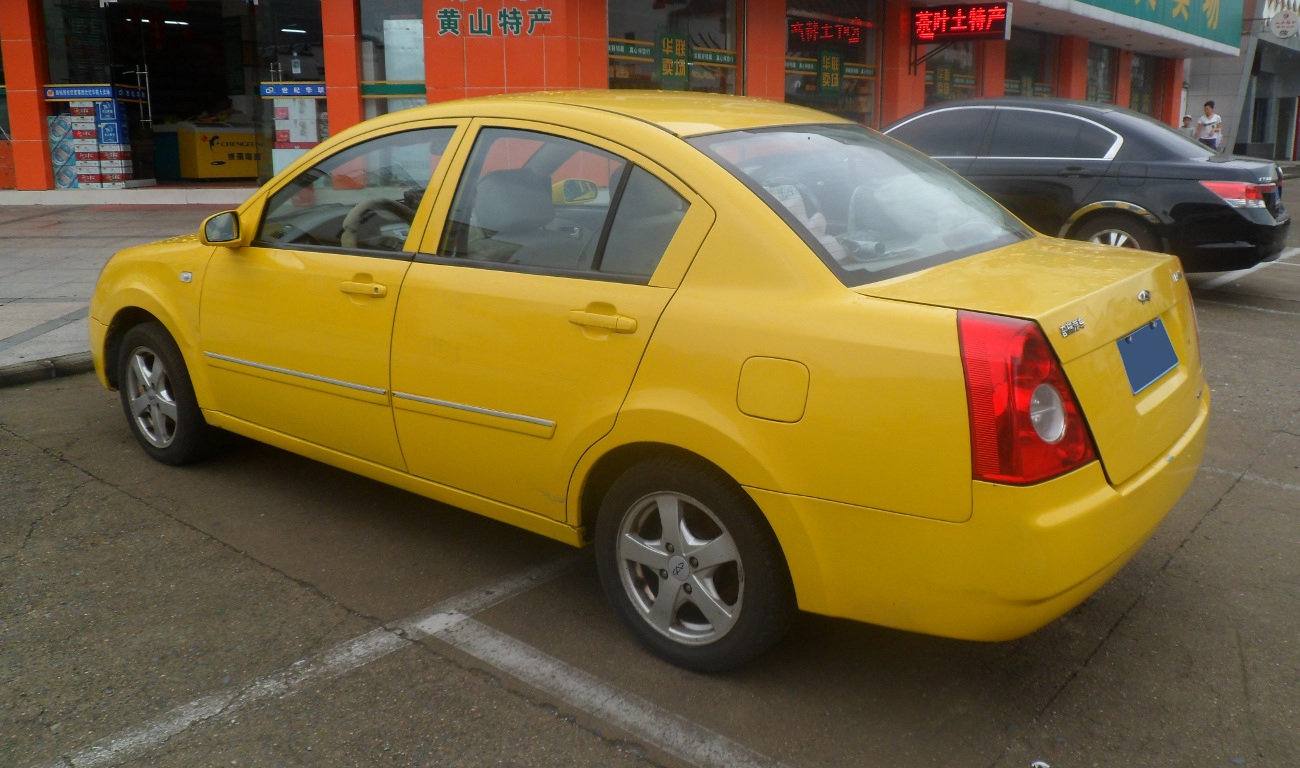
노란색 체리 A5의 후면
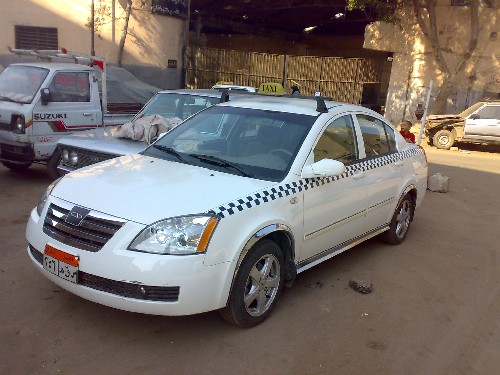
체리 A5 카이로 택시
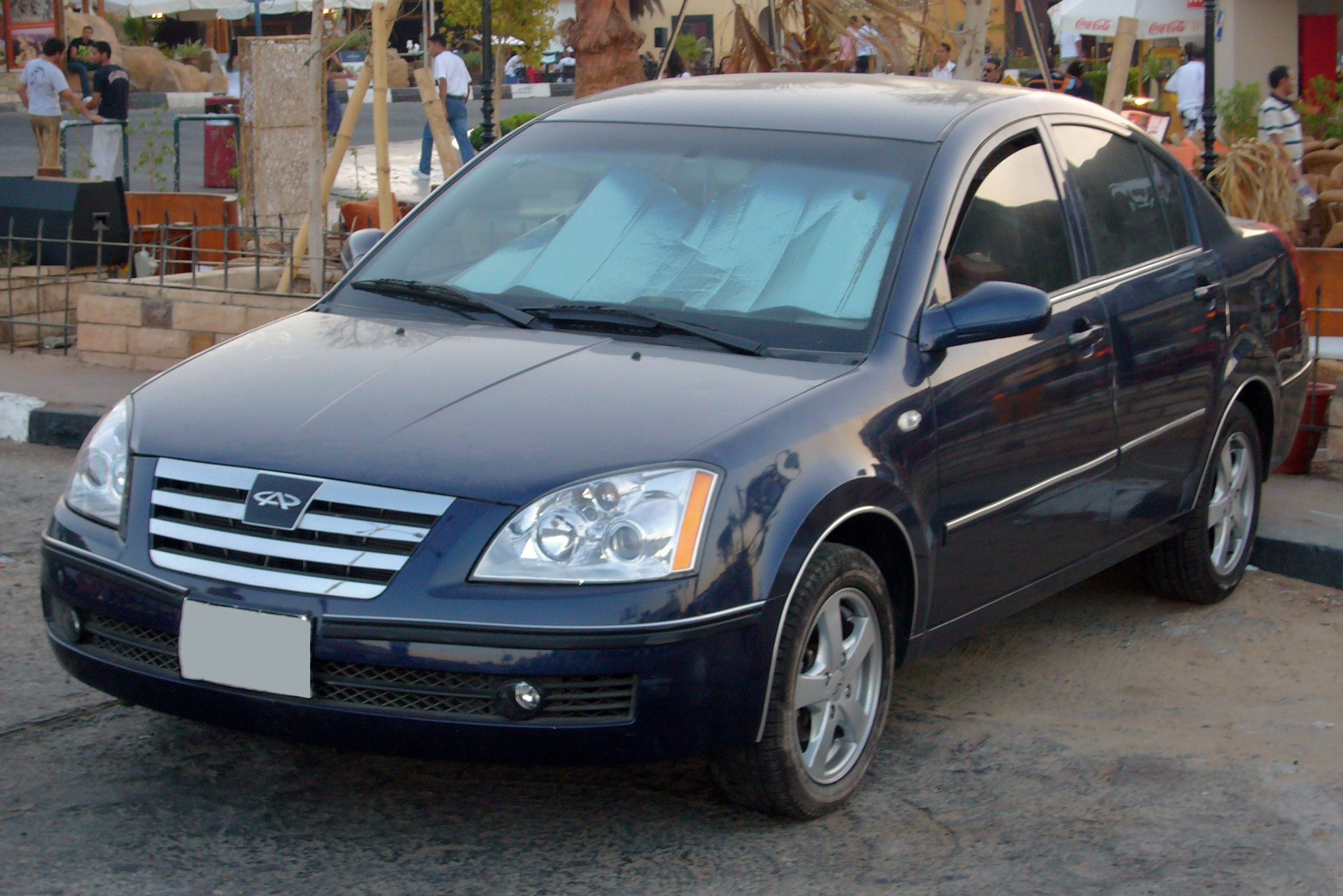
이집트에 있는 체리 A5
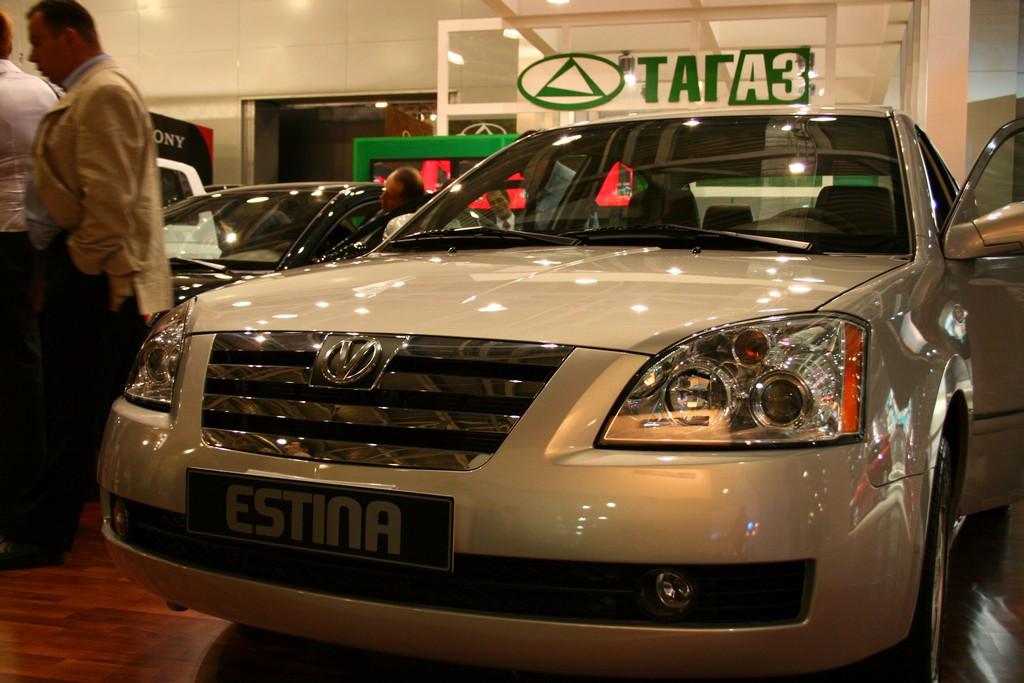
체리 A5의 러시아 수출명 Vortex Estina
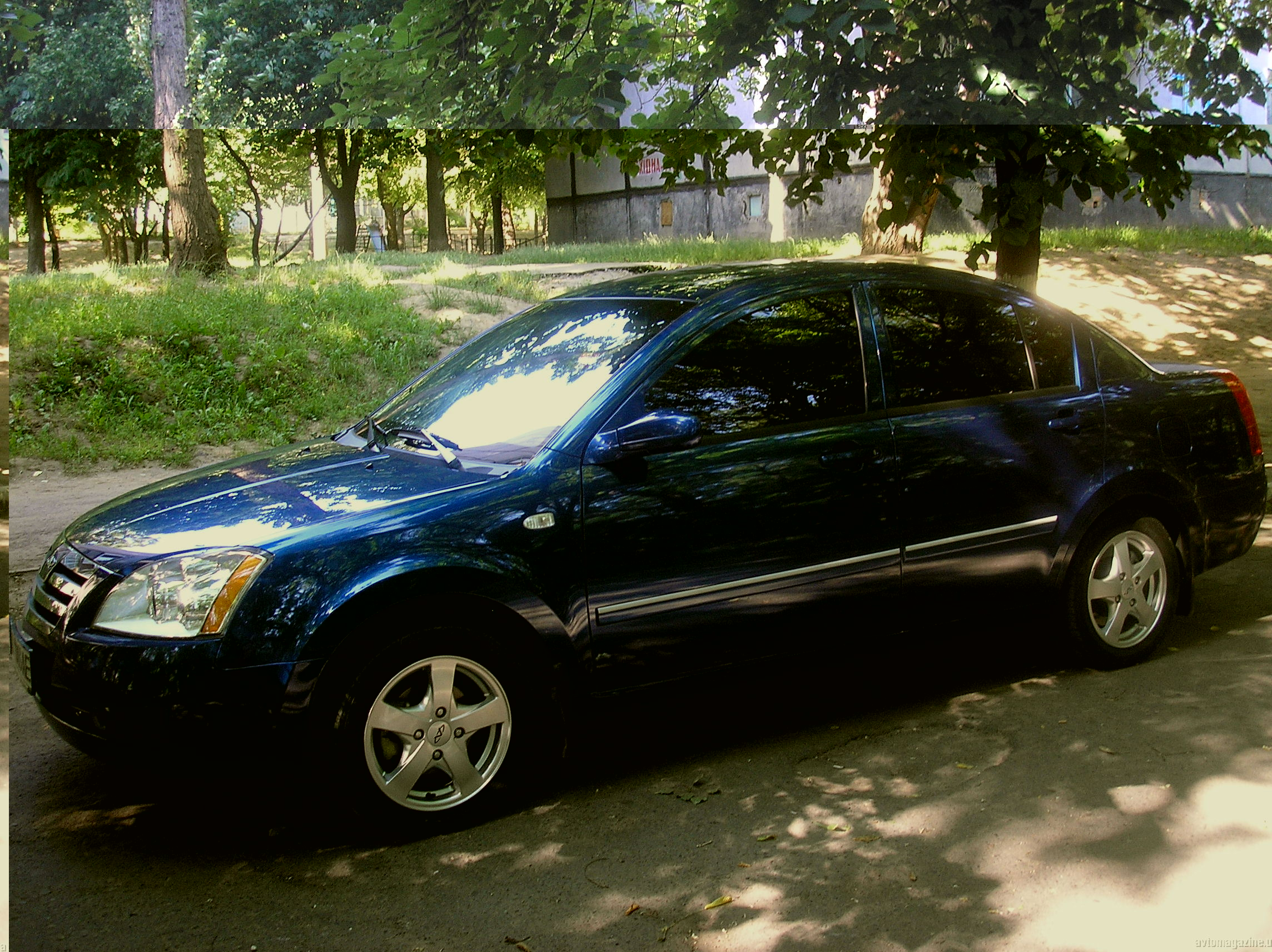
체리 엘라라
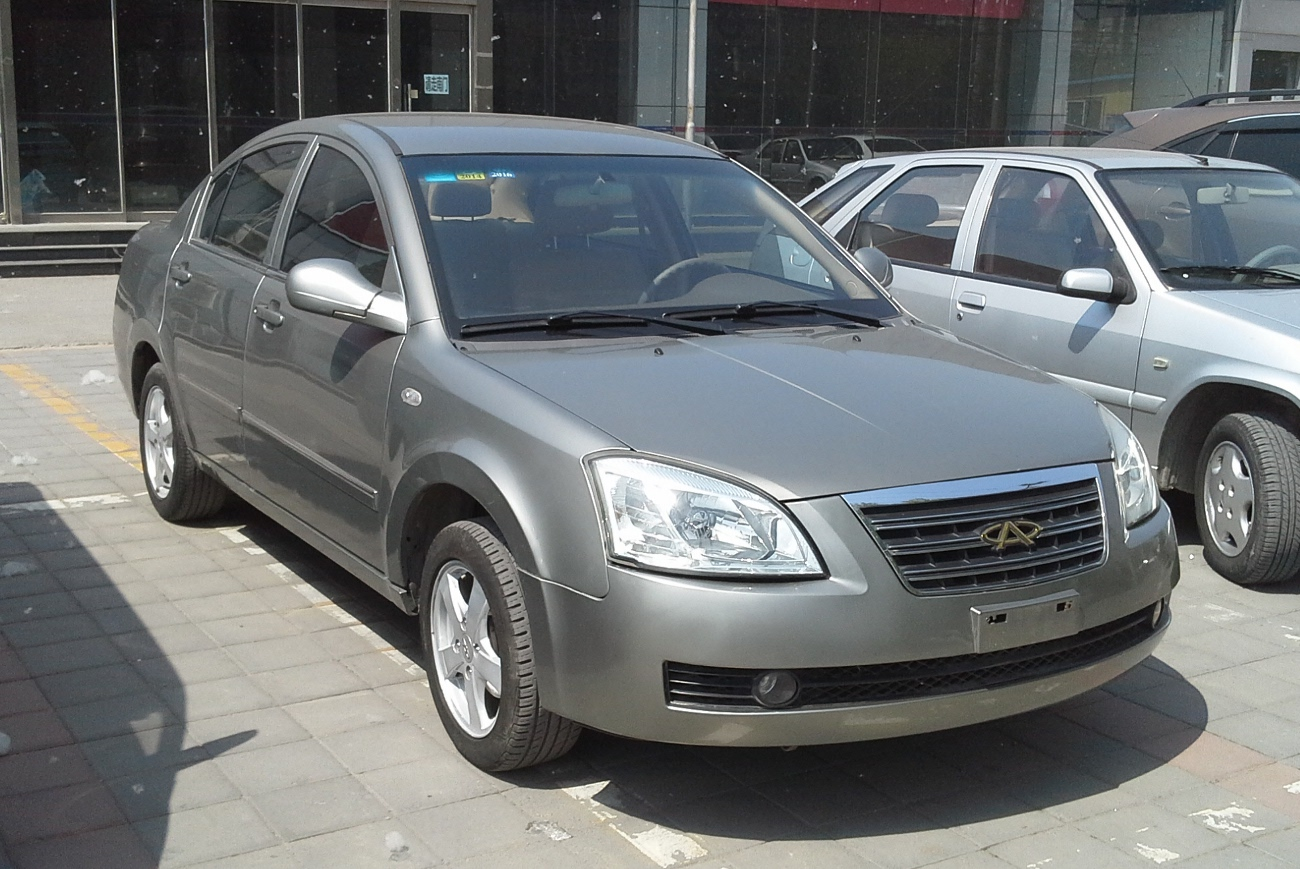
체리 코윈 3의 전면